# والتر بنتو
والتر بنتو (فرانسوی: Walter Bénéteau‎؛ زادهٔ ۲۸ ژوئیهٔ ۱۹۷۲) دوچرخه‌سوار اهل فرانسه است.
از باشگاه‌هایی که در آن رکاب زده‌است می‌توان به تیم دوچرخه‌سواری دیرکت انرژی اشاره کرد.